# 沛縣碣山戰鬥
沛縣碣山戰鬥發生於1938年5月1日－18日，地點則是在中國江蘇西北一帶。是抗日戰爭主要戰鬥之一，交戰一方為守軍之國民革命軍，另一方則為日軍。